# Online media in Rotterdam
De online media in Rotterdam zijn de verschillende Rotterdamse lokale (nieuws)media. Deze media in Rotterdam kwamen onder andere in beeld door een driedelige serie van OPEN Rotterdam, de lokale publieke omroep van Rotterdam. De documentaire zoomt onder andere in op het belang van ‘hyperlocale media’ voor de stad.

## Blogs in Rotterdam
In de documentaire komen verschillende sites uit de ‘blogosphere’ van Rotterdam naar voren. We zien de initiatieven Vers Beton, Bogue, De Buik van Rotterdam en Stadslog. Het zijn deze vier sites die ook elders regelmatig genoemd worden. In Metro was in 2014 een oproep te lezen voor meer steun aan deze sites, en werd daarnaast ook het initiatief De Rotterdammert genoemd. Die laatste werd gemaakt door 10 journalisten, maar lijkt echter sinds begin 2016 niet meer actief.
Vers Beton was in 2015 en 2016 genomineerd voor de Persprijs Rotterdam. De Buik van Rotterdam won die prijs in 2014. Juist Vers Beton bekritiseerde ook die prijs en de journalistieke waarde van ‘De Buik’.
Bogue richt zich op middelbaar en soms hoger opgeleide jongeren en is opgericht door In-Soo Radstake. Hij werkt ook voor OPEN. Stadslog werd opgericht door journalist Hans van Willigenburg.

## Rotterdamse Media
Naast genoemde blogs zijn er nog andere (nieuws)sites in Rotterdam. De Persgroep heeft een speciale Rotterdam Editie van het AD en geeft de lokale krant De Havenloods uit, beide hebben een website. De Telegraaf Media Groep (TMG) heeft daarnaast nog de website Dichtbij en verzorgt sinds 2016 ook huis-aan-huisblad De Nieuwspeper, dat ook een eigen website kent. In het Algemeen Dagblad (AD) verscheen in 2017 een artikel over de lokale nieuwssite de Laaglandse Courant.